# Natalija Derepasko
Natalija Derepasko (ukrainisch Наталія Дерепаско; * 16. April 1973, Ukrainische Sozialistische Sowjetrepublik) ist eine Handballtrainerin und ehemalige Handballspielerin.

## Spielerin
Derepasko übte anfangs in ihrer Heimatstadt Sewastopol den Schwimmsport aus. Mit 13 Jahren etwa wechselte sie zum Handball; sie wurde von Ihor Turtschyn trainiert und lief für den sowjetischen Erstligisten Spartak Kiew auf. Im Jahr 1995 schloss sich Derepasko dem nordmazedonischen Verein Kometal Gjorče Petrov Skopje an, mit dem sie 1996 und 1997 das nationale Double gewann. 1997 wechselte die Rückraumspielerin zum slowenischen Spitzenverein RK Krim, für den sie elf Jahre auf Torejagd ging. Mit Krim gewann sie elf Mal die slowenische Meisterschaft und zehn Mal den slowenischen Pokal. International errang sie mit RK Krim in den Jahren 2001 und 2003 die EHF Champions League sowie 2003 und 2004 die EHF Champions Trophy. Derepasko wurde in den Spielzeiten 1998/99, 2002/03 und 2005/06 Torschützenkönigin der EHF Champions League. Nach der Saison 2008/09, in der Derepasko für den italienischen Verein Pallamano Bancole aufgelaufen war, beendete sie ihre Karriere.
Derepasko lief anfangs für die ukrainische Nationalmannschaft auf. Im Trikot der Ukraine wurde sie mit 61 Treffern Torschützenkönigin bei der Weltmeisterschaft 1995. Nach einer mehrjährigen Pause gehörte sie ab 2003 dem Kader der slowenischen Nationalmannschaft an.

## Trainerin
Derepasko war ab dem Jahr 2016 an der Handball-Akademie von RK Krim als Trainerin tätig. Zwei Jahre später übernahm sie den Co-Trainerposten der Damenmannschaft. Zusätzlich hatte sie denselben Posten bei der slowenischen U-17-Nationalmannschaft inne. Im Oktober 2021 beförderte die Vereinsführung Derepasko zur Cheftrainerin. Unter ihrer Leitung gewann Krim 2022 sowohl die slowenische Meisterschaft als auch den slowenischen Pokal. Anschließend endete ihre Trainertätigkeit bei RK Krim.
Derepasko trainierte in der Saison 2022/23 die chinesische Mannschaft Phoenix, die in der höchsten russischen Spielklasse antrat. Zusätzlich trainierte sie die chinesische Nationalmannschaft, deren Kader mit ihrer Vereinsmannschaft identisch war. Bei der Asienmeisterschaft 2022 gewann China unter ihrer Leitung die Bronzemedaille. Seit dem Sommer 2023 trainiert sie den russischen Erstligisten AGU-Adyif.

## Privates
Natalija Derepasko besitzt die Staatsbürgerschaften der Ukraine und Sloweniens. Nach dem Ende ihrer Karriere als Profispielerin war sie in Belgrad mit Branka Jovanović selbständig tätig.